# Benjamin Williams Leader

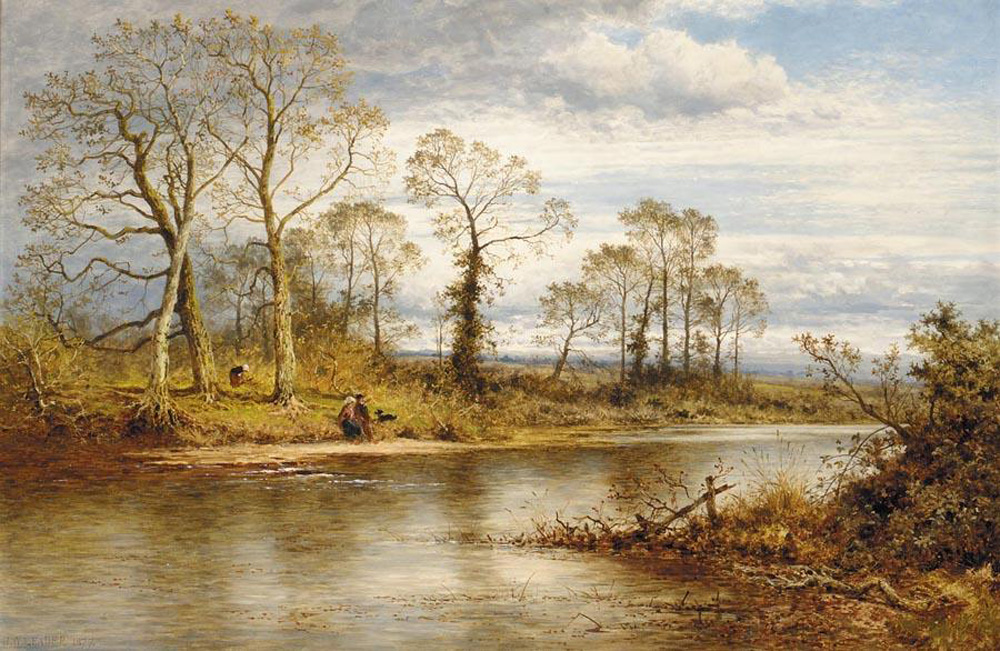
Angielska rzeka jesienią

Benjamin Williams Leader (ur. 12 marca 1831 w Worcester, zm. 22 marca 1923 w Surrey) - malarz angielski, naturalista. Uczył się w Royal Grammar School w Worcester, a następnie w Royal Academy. Debiutował jako malarz na Wystawie Letniej w 1854, gdzie udało mu się sprzedać pierwszy obraz. W jego wczesnych pracach widoczne są wpływy prerafaelitów, malował głównie pejzaże w jasnych kolorach, z dbałością o szczegóły. Prace te przyniosły mu uznanie, większe jednak wśród publiczności niż u krytyków. 
W 1876 poślubił Mary Eastlake, bratanicę Sir Charlesa Lock Eastlke'a, Prezydenta Royal Academy. W 1888 przeprowadził się do Surrey, tematyką jego obrazów stały się tam zimowe pejzaże, z oszronionymi drzewami, za mgłą. Znanym jego dziełem tego typu jest obraz February Fill-Dyke, znajdujący się obecnie w Birmingham Art Gallery. W 1898 uzyskał pełne członkostwo w Royal Academy. Ostatnie trzy swoje prace wystawił w Royal Academy w 1922.